# 난나 하이트만
난나 하이트만(Nanna Heitmann, 1994년생)은 독일의 기록사진 작가로, 현재 모스크바에 거주한다. 그녀는 2019년 매그넘 포토스의 후보로 합류했다.

## 삶과 작업
하이트만은 독일 울름에서 태어나 독일에서 자랐다. 하이트만은 독일 하노버 대학교에서 포토저널리즘과 기록사진을 공부했다. 그녀는 2019년 매그넘 포토스의 후보로 합류했다.
'바바 야가로부터 숨기' 시리즈를 위해 하이트만은 몽골에서 시작하여 시베리아 전역을 거쳐 북극해로 흐르는 예니세이강의 남부 지역을 추적했다. 그 길을 따라 그녀는 러시아에서 가장 추운 지역에 사는 개인들과 공동체를 촬영했다. '창밖으로 사라지다' (Weg vom Fenster) 시리즈는 독일의 마지막 운영 석탄 광산인 Bergwerk Prosper-Haniel의 광부들에 대한 이야기이다.
하이트만의 개인 작업은 내셔널 지오그래픽, 타임, 르 몽드, de Volkskrant, 그리고 슈테른 잡지에 실렸다. 그녀는 뉴욕 타임스, 타임, 워싱턴 포스트, 슈테른 잡지, 그리고 시애틀 타임스의 의뢰를 받아 작업했다.

## 출판물
- Foto Kunst Malerei: Fotografien von Heinrich Strieffler und Nanna Heitmann. Landau, Germany: Knecht, 2019. ISBN 978-3939427513.

## 수상
- 2019: 수상, 신인상, 라이카 오스카 바르낙상, 그녀의 시리즈 '바바 야가로부터 숨기'로[21][22]
- 2019: 선데이 타임스 공로상, 이안 패리 장학금, 그녀의 시리즈 '바바 야가로부터 숨기'로[23][24]
- 2020: 최종 후보 (9명 중 1명), W. 유진 스미스 기념 기금, "러시아의 불평등 팬데믹"으로
- 2022: 세계 보도 사진, 유럽, "얼어붙은 땅이 불타다" 이야기 부문[25]
- 2024: 최종 후보, 특집 사진, https://www.pulitzer.org/winners/photography-staff-associated-press-1

## 전시회

### 개인전
- 난나 하이트만, 2020, 라이카 갤러리, 칭스트.[26]

### 단체전
- 인간이 되다 – 위대한 여성 사진가들이 세상을 이야기하다, 이탈리아 포를리의 산 도메니코 박물관, 2021/22[27]
- 충분히 가깝게: 매그넘의 여성 사진가 12인의 새로운 시각, 국제사진센터, 뉴욕, 2022년 9월 29일 – 2023년 1월 9일[28]